# Risögrund
Risögrund är en tätort i Kalix kommun. Orten ligger strax utanför Kalix, mellan Bredviken och Karlsborg.

## Befolkningsutveckling
| Befolkningsutvecklingen i Risögrund 1950–2020           | Befolkningsutvecklingen i Risögrund 1950–2020 | Befolkningsutvecklingen i Risögrund 1950–2020 | Befolkningsutvecklingen i Risögrund 1950–2020 | Befolkningsutvecklingen i Risögrund 1950–2020 |
| ------------------------------------------------------- | --------------------------------------------- | --------------------------------------------- | --------------------------------------------- | --------------------------------------------- |
|                                                         |                                               |                                               |                                               |                                               |
| År                                                      |                                               |                                               | Folkmängd                                     | Areal (ha)                                    |
| 1950                                                    | 1950                                          |                                               | 636                                           | ##                                            |
| 1960                                                    | 1960                                          |                                               | 731                                           |                                               |
| 1965                                                    | 1965                                          |                                               | 634                                           |                                               |
| 1970                                                    | 1970                                          |                                               | 586                                           |                                               |
| 1975                                                    | 1975                                          |                                               | 541                                           |                                               |
| 1980                                                    | 1980                                          |                                               | 721                                           |                                               |
| 1990                                                    | 1990                                          |                                               | 833                                           | 90                                            |
| 1995                                                    | 1995                                          |                                               | 841                                           | 91                                            |
| 2000                                                    | 2000                                          |                                               | 757                                           | 91                                            |
| 2005                                                    | 2005                                          |                                               | 782                                           | 91                                            |
| 2010                                                    | 2010                                          |                                               | 697                                           | 91                                            |
| 2015                                                    | 2015                                          |                                               | 594                                           | 84                                            |
| 2020                                                    | 2020                                          |                                               | 609                                           | 87                                            |
| Anm.: ## Som tätort/befolkningsagglomeration 1920–1950. |                                               |                                               |                                               |                                               |